# Torin Koos
Torin Koos, född 19 juli 1980 i Minneapolis, Minnesota, är en amerikansk längdskidåkare.
Koos tävlar främst i sprint och har som bäst blivit trea i en världscuptävling (Otepää 2007). Han ingår i det amerikanska skidlandslaget sedan 2001.